# Dème de Kardítsa
Le dème de Kardítsa, en grec moderne : Δήμος Καρδίτσας / Dímos Kardítsas, est un dème du district régional de Kardítsa, en Thessalie, Grèce. 
Le dème actuel résulte de la fusion, en 2010,  des dèmes d'Ítamos, de Kallifóni, de Kámbos, de Kardítsa et de Mitrópoli.
Selon le recensement de 2011, la population du dème compte 56 747 habitants, tandis que celle de la ville de Kardítsa s'élève à 38 554 habitants.